# Vinko Kužina
Vinko Kužina (Šibenik, 2. travnja 1921. – New York City, 1. listopada 2016.), hrvatski građevinski inženjer, radijski voditelj i kulturni djelatnik među Hrvatima u SAD-u.

## Životopis

### U Hrvatskoj
Gimnaziju je završio u rodnomu Šibeniku maturiravši 1939. Do 1941. studirao je građevinu na Tehničkome fakultetu u Zagrebu. Tijekom 1941. i 1942. radio je kao namještenik u Šibeniku, a u rujnu 1944. pridružio se partizanima. Razvojačen je 1945. i postavljen za nadglednika cesta šibenskoga kotara. Jedan je od četvorice utemeljitelja građevinske tvrtke „Izgradnja” u Šibeniku, u kojemu radi do 1946. i ponovno nakon 1952. 1946. nastavio je studij na zagrebačkome Tehničkom fakultetu, na kojemu je diplomirao 1952. U Šibenik se vraća 1952. gdje u „Izgradnji” radi kao voditelj izgradnje hala u Tvornici elektroda i ferolegura.

### Iseljeništvo u SAD-u
Dana 11. rujna 1956. sa suprugom Nadom i desetogodišnjim sinom Zoranom iselio se u Italiju, u izbjeglički logor u kojemu je bio predsjednik logoraške organizacije. 1959., zahvaljujući američkim pilotima koje je spasio u II. svjetskom ratu, iz Italije odlazi u SAD te se zapošljava najprije kao radnik u čeličani u Pennsylvaniji, a 1962. u New Yorku dobiva posao u struci i uključuje se u društveni život američkih Hrvata. Postaje tajnik, a potom i predsjednik Ujedinjenih Hrvata Amerike te je jedanaest godina bio glavni tajnik i tehnički urednik Vjesnika Ujedinjenih Hrvata Amerike. Obnašao je dužnost predsjednika i glavnog tajnika Hrvatskog narodnog vijeća u New Yorku te od 1999. dopredsjednika Hrvatske akademije Amerike, čijim je članom od 1962. Vodio je Hrvatsko pučko učilište, a bio je osnivač i predsjednik Zavičajnoga kluba Šibenika u New Yorku te povjerenik iseljeničkih tiskovina Hrvatska revija, Zajednica, Nova Hrvatska i svih hrvatskih novina u SAD-u. 1969. je uz dvadesetoricu Hrvata osnovao Hrvatski radioklub u New Yorku, čijim je bio i predsjednikom, i pokrenuo „Glas slobodne Hrvatske”, prvu radijsku emisiju u SAD-u na hrvatskome jeziku. U „Glasu slobodne Hrvatske” prvo je bio spiker, potom urednik. Umirovljen je 1989., a u Hrvatsku i rodni Šibenik prvi se put vratio 1990. Tijekom Domovinskoga rata aktivno je sudjelovao u promidžbi Republike Hrvatske i organizirao prikupljanje humanitarne pomoći preko Hrvatskoga centra za pomoć za Zagreb, Zadar i Šibenik te Hrvate u Bosni i Hercegovini.

## Spomen
U suradnji s HRT-om snimljen je dokumentarni film Radijski dani Vinka Kužine scenaristice i redateljice Sandre Basso, na poticaj Nenada Bacha. Osim premijere u Šibeniku krajem rujna 2022., film je prikazan i u New Yorku.